# ماسکو (فنلاند)
ماسکو (فنلاندی: Masku) تلفظ فنلاندی: [ ˈmɑsku] یکی از شهرهای فنلاند است. این شهر در [فنلاند غربی (استان)|استان فنلاند غربی]] واقع شده و بخشی از منطقه جنوب غرب فنلاند است. این شهر که در حدود ۱۷ کیلومتری (۱۱ مایلی) شمال تورکو واقع شده است، جمعیتی بالغ بر ۹۶۳۵ نفر (۳۱ مارس ۲۰۲۵) دارد و مساحتی بالغ بر ۲۰۴.۰۱ کیلومتر مربع (۷۸.۷۷ مایل مربع) را پوشش می‌دهد که ۲۹.۲۱ کیلومتر مربع (۱۱.۲۸ مایل مربع) آن آب است. تراکم جمعیت ۵۵.۰۹ نفر در هر کیلومتر مربع (۱۴۲.۷ در هر مایل مربع) است.